# Elecciones legislativas de Ecuador de 1930
Las elecciones legislativas de Ecuador de 1930 se celebraron ese año para elegir a la 1ra Cámara de Diputados y del Senado de Ecuador tras la promulgación de la constitución de 1929. 
Se eligieron 88 legisladores. necesitando 45 votos para la mayoría del congreso en pleno. 
Acorde a la normativa de la época, los legisladores eran electos por nominación libre de los electores, sin auspicio partidista o limitaciones por provincia, por lo que en ocasiones un legislador era electo por varias provincias o para ambas cámaras. 

## Senadores
32 senadores, 17 votos para mayoría de la Cámara del Senado

### Provinciales
16 senadores provinciales
| Provincia  | Senador                          |
| ---------- | -------------------------------- |
| Carchi     | Luis Gabriel Dávila              |
| Imbabura   | Rafael Alberto Rosales           |
| Pichincha  | Modesto Larrea Jijón             |
| León       | José Vicente Maldonado Iturralde |
| Tungurahua | Alfredo Coloma Baquero           |
| Chimborazo | Antonino Sáenz Corral            |
| Bolívar    | Roberto Arregui Moscoso          |
| Cañar      | Andrés F. Córdova Nieto          |
| Azuay      | Octavio Díaz Leon                |
| Loja       | Juan Cueva García                |
| El Oro     | Alcídes Pesántes Villacis        |
| Guayas     | Cesáreo Carrera Padron           |
| Los Ríos   | Octavio G. Icaza Garcia          |
| Manabí     | Horacio Gostalle                 |
| Esmeraldas | José Vicente Trujillo Gutiérrez  |
| Oriente    | Remigio Crespo Toral             |

### Funcionales
16 senadores funcionales
| Función                           | Senador                            |
| --------------------------------- | ---------------------------------- |
| Universidades                     | Luis F. Cornejo Gómez              |
| Profesorado Secundario y Especial | José María Ayora Cueva             |
| Profesorado Primario y Normal     | Emilio Uzcátegui Garcia            |
| Profesorado Primario y Normal     | Leonidas García Ortiz              |
| Periodismo y Academias            | Alfredo Baquerizo Moreno           |
| Agricultura del Litoral           | Leonardo Sotomayor y Luna Orejuela |
| Agricultura del Interior          | Miguel Heredia Crespo              |
| Comercio del Litoral              | Carlos Benjamín Rosales Pareja     |
| Comercio del Interior             | Jacinto Jijón y Caamaño            |
| Industria                         | Rafael Antonio Arcos Espinosa      |
| Obrerismo del Litoral             | Edelberto Leiva                    |
| Obrerismo del Interior            | Luis Maldonado Estrada             |
| Campesinos del Litoral            | Leandro Briones                    |
| Campesinos del Interior           | Manuel Eduardo Rumazo              |
| Institución Militar               | Angel Isaac Chiriboga Navarro      |
| Tutela y Defensa de la Raza India | Augusto Egas Hernandez             |

## Diputados
56 diputados, 29 votos para mayoría de la Cámara de Diputados.
| Provincia       | Diputado                           |
| --------------- | ---------------------------------- |
| Carchi          | Victor Hugo Narváez                |
| Carchi          | Víctor Manuel Espíndola Rangel     |
| Carchi          | Rosalino Guerron                   |
| Imbabura        | Luis F. Villamar Villalobos        |
| Imbabura        | G. Remigio Garcés de la Torre      |
| Imbabura        | Cristobal Tobar Subía              |
| Pichincha       | Fidel A. López Arteta              |
| Pichincha       | Manuel A. Navarro Gardin           |
| Pichincha       | Aurelio Mosquera Narváez           |
| Pichincha       | Enrique Gallegos Anda              |
| Pichincha       | Jacinto Jijón y Caamaño            |
| León            | Camilo Gallegos Toledo             |
| León            | Pompeyo Hidalgo                    |
| León            | Nicolás Augusto Maldonado P.       |
| Tungurahua      | Julio Enrique Paredes Cevallos     |
| Tungurahua      | Juan Francisco Montalvo Quirola    |
| Tungurahua      | José Ignacio Rivera                |
| Chimborazo      | Arturo Cabrera M.                  |
| Chimborazo      | Julio Montalvo Ricaurte            |
| Chimborazo      | Juan Benigno Moncayo Aguiar        |
| Chimborazo      | Leonidas Davalos Noboa             |
| Bolívar         | Carlos Gualberto Galarza y Pozo    |
| Bolívar         | Gustavo Lemos Ramirez              |
| Bolívar         | Luis E. Vela Vela                  |
| Cañar           | Rafael Aguilar                     |
| Cañar           | Clodoveo Davila Cordero            |
| Cañar           | Rosendo López Ochoa                |
| Azuay           | Daniel Cordova Toral               |
| Azuay           | Antonio Borrero Vega               |
| Azuay           | Carlos Cueva Tamariz               |
| Azuay           | Alfonso Malo Rodríguez             |
| Azuay           | Luis Guillermo Peña Delgado        |
| Loja            | Alberto Burneo Peña                |
| Loja            | Serafín Alberto Larriva Bustamante |
| Loja            | Zoilo Alfredo Rodríguez Alvarado   |
| Loja            | Rafael Montero Carrión             |
| El Oro          | Lautaro Castillo Ramirez           |
| El Oro          | Carlos Reyes                       |
| El Oro          | Ángel Andrés García Garcia         |
| Guayas          | José Darío Moral Romero            |
| Guayas          | Alberto Wither Navarro             |
| Guayas          | Pedro V. Miller Gutiérrez          |
| Guayas          | Asisclo G. Garay Portocarrero      |
| Guayas          | José María Chávez Mata             |
| Los Ríos        | Efren Icaza Moreno                 |
| Los Ríos        | Manuel de Jesús Rodríguez Icaza    |
| Los Ríos        | Alberto M. Rodríguez Suarez        |
| Manabí          | Trajano Centeno Ribadeneira        |
| Manabí          | Homero Chávez Santos               |
| Manabí          | Ramón Mieles Alarcon               |
| Manabí          | Rosendo Santos Alarcón             |
| Esmeraldas      | Eduardo Checa Torres               |
| Esmeraldas      | Carlos E. Portes                   |
| Esmeraldas      | Gustavo Becerra Ortiz              |
| Santiago Zamora | Ricardo Fernández Salvador         |
| Napo Pastaza    | Julio Endara Moreano               |

Fuente: